# Gniewino
Gniewino (kašubsky Gniéwino) je obec v okrese Wejherowo v Pomořském vojvodství v severním Polsku. Je sídlem gminy Gniewino. Leží asi 21 km severozápadně od města Wejherowo a 57 km severozápadně od metropole vojvodství Gdaňsku.
V roce 2008 zde žilo 1940 obyvatel. Nedaleko obce se nachází větrná elektrárna (Farma Wiatrowa Lisewo) a 41 metrů vysoká rozhledna Kaszubskie Oko s výhledem na Żarnowiecké jezero.
V obci je novogotický kostel sv. Josefa z roku 1870.

## Galerie

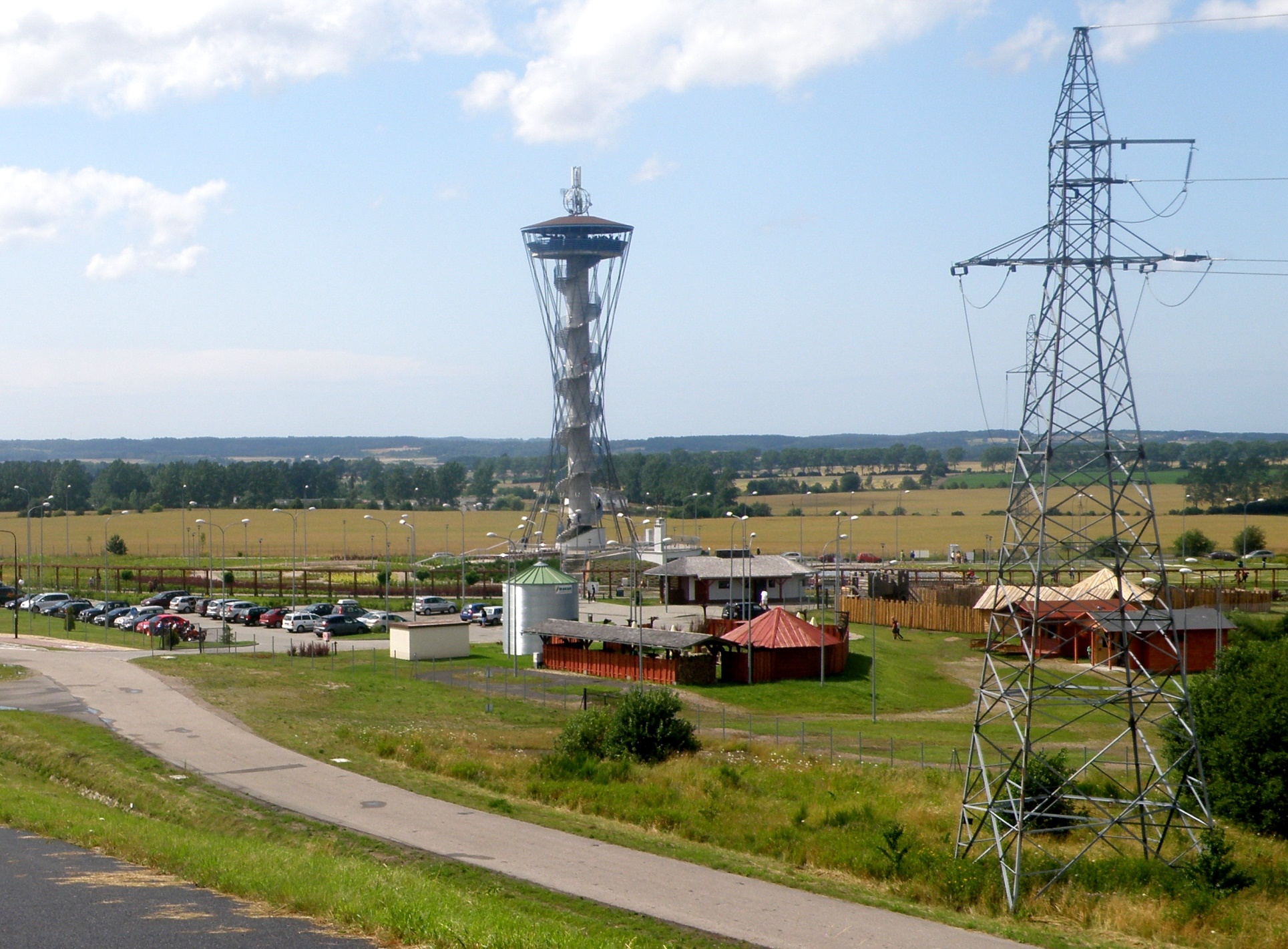